# Amanda Barrie
Amanda Barrie, nata Shirley Anne Broadbent (Ashton-under-Lyne, 14 settembre 1935), è un'attrice britannica.

## Filmografia

### Cinema
- Febbre bionda (Value for Money), regia di Ken Annakin (1955)
- Dottore nei guai (Doctor in Distress), regia di Ralph Thomas (1963)
- Carry On Cabby, regia di Gerald Thomas (1963)
- Carry On Cleo, regia di Gerald Thomas (1964)
- I've Gotta Horse, regia di Kenneth Hume (1965)
- Il mistero del dinosauro scomparso (One of Our Dinosaurs is Missing), regia di Robert Stevenson (1975)
- Together, regia di Paul Duddridge (2018)

### Televisione
- Bulldog Breed – serie TV, 7 episodi (1962)
- The Wednesday Play – serie TV, episodio 6x06 (1966)
- Gioco pericoloso (Danger Man) – serie TV, episodio 4x01 (1967)
- Dick Carter, lo sbirro (Koroshi), regia di Michael Truman e Peter Yates – film TV (1968)
- Il genio criminale di Mr. Reeder (The Mind of Mr. J.G. Reeder) – serie TV, episodio 2x04 (1971)
- Play for Today – serie TV, episodi 6x23-7x07 (1976)
- Coronation Street – serial TV, 1134 puntate (1981-2001)
- Bad Girls – serie TV, 41 episodi (2003-2006)
- Doctors – serial TV, 10 puntate (2003)
- Holby City – serie TV, episodi 14x43-19x32 (2012-2017)
- Casualty – serie TV, 4 episodi (2022-2023)